# Jeison Lizalda
Jeison Lizalda (Cali, Valle del Cauca, Colombia; 19 de mayo de 1994) es un futbolista colombiano. Juega como arquero y actualmente se encuentra sin equipo.

## Trayectoria

### Deportes Quindio
Debido a una huelga de los jugadores profesional del Deportes Quindio en el año 2011, que se negaron a viajar a la ciudad de Bogotá para enfrentar a Millonarios por no haber recibido su salario el club Cullabro opta por enviar una nómina de jugadores juveniles en los que se encontraba Jeison.
Jeison debuta como futbolista profesional el 9 de abril del 2011 en el Estadio El Campín en la victoria 5-0 de Millonarios frente al Quindio.  A pesar de haber debutado recibiendo 5 goles es escogido como la figura del encuentro, el arquero de Millonarios Nelson Ramos le regaló su buzo en gesto de reconocerle sus atajadas esa tarde lluviosa en la capital colombiana.

### Universitario de Popayán
Hernando Angel, lo traslada a préstamo del Quindío al U. de Popayán desde 2013 esta en el onceno payanés.
Dos años y un mes después de haber debutado recibe su segundo partido como profesional en Copa Colombia el partido quedaría empatado 1-1 entre Payaneses y Azucareros el 22 de mayo del 2013.

## Clubes
| Club                     | País     | Año       | PJ |
| ------------------------ | -------- | --------- | -- |
| Deportes Quindío         | Colombia | 2011-2012 | 1  |
| Universitario de Popayán | Colombia | 2013-2016 | 18 |
| Deportes Quindío         | Colombia | 2017-2018 | 1  |